# Ra Beat
Ra Beat es el nombre de un proyecto de música electrónica liderado por Álvaro "Conejo" Arce, un dj, productor musical y compositor boliviano. Se considera a Ra Beat como un impulsor del género electrónico en Bolivia.

## Álvaro "Conejo" Arce
Nació en Sucre, donde estudió música en la Escuela Simeón Roncal. En 1995 inició su carrera al ser parte de la agrupación Llegas, de Rodrigo "Grillo" Villegas, con quien grabó tres discos hasta el 2001. En 1998 formó parte de la banda de Hip Hop Escama Do Fish. En 2003 comenzó su trabajo como Ra Beat publicando su primer disco homónimo. Entre 2009 y 2014 fue miembro de la banda Krauss de Christian Krauss. Desde 2021 es parte de la agrupación Radio Cutipa, que explora y rescata la música autóctona boliviana.

## Ra Beat
Ra Beat hace referencia tanto al proyecto solista de Álvaro Arce como al ensamble de música electrónica que este lidera, acompañado de Paco Aguilar y Óscar Kellemberger. También formaron parte del grupo Bernardo Rozo y Montserrat Arce, aunque ya no son miembros activos. Ra Beat comenzó el año 2003 y a lo largo de su discografía ha fusionado géneros como el rock, el hip hop, el jazz y la música experimental. En 2014 y 2019 Ra Beat colaboró con la Orquesta Sinfónica Nacional, con la que presentó varias versiones sinfónicas de sus canciones. En 2021, después de una pausa de más de una década, Ra Beat publicó su disco Panacea, el cual se produjo a la distancia durante la pandemia de Covid-19. El primer sencillo promocional de este trabajo fue "Puñal". 

## Discografía
- Ra Beat (2003)
- Delightful (2004)
- Electrize it (2005)
- Mutaciones (2007)
- Unplugged en vivo (2008)
- Panacea (2021)